# 쌍배
《쌍배》(雙輩)는 한국에서 제작된 최동준 감독의 1981년 드라마, 액션 영화이다. 김태정 등이 주연으로 출연하였고 김원두 등이 제작에 참여하였다.

## 출연

### 주연
- 김태정
- 이소영
- 최신영

## 기타
- 조명: 장기종
- 녹음: 손효진